# There's Plenty of Room at the Bottom
There's Plenty of Room at the Bottom (traducibile con: "C'è un sacco di spazio giù in fondo") è il titolo dato alla trascrizione di una famosa lezione tenuta dal fisico Richard Feynman nel 1959. Nel suo discorso, Feynman considerò la possibilità di una diretta manipolazione di singoli atomi come una forma più rilevante di sintesi chimica  rispetto a quelle in uso ai suoi tempi.

## Concetti
Feynman prese in esame una serie di interessanti applicazioni dell'abilità generale nel manipolare la materia su scala atomica. Era particolarmente interessato alle possibilità di realizzare circuiti di computer più densi o di microscopi che permettessero di osservare oggetti ancora più piccoli di quelli visibili tramite un microscopio elettronico (quest'ultima possibilità è stata effettivamente realizzata tramite l'invenzione del microscopio a effetto tunnel prima, e del microscopio a forza atomica poi). Ha inoltre esposto la "bizzarra possibilità" di, un giorno, "ingoiare il dottore", che si concretizzerebbe nella costruzione di un minuscolo robot chirurgico ingoiabile, ottenuto sviluppando una serie di mani manipolatrici in scala 1:4, che obbediscono alle mani dell'operatore, con le quali costruire attrezzi in scala sempre 1:4 simili a quelli che si possono trovare da qualsiasi ferramenta. Questo set di minuscoli attrezzi verrebbe poi usato dalle piccole mani per costruire 10 serie di mani e attrezzi in scala 1:16 e così via, arrivando ad avere miliardi di microscopiche fabbriche. Questa idea era stata in parte anticipata dall'autore di fantascienza Robert A. Heinlein, nel romanzo breve Waldo, o dell'impossibile. A mano a mano che diminuiscono le dimensioni si dovrebbero ridisegnare alcuni attrezzi poiché l'intensità relativa delle varie forze cambierebbe. La gravità diverrebbe sempre meno importante, la tensione superficiale e le forze di Van der Waals diverrebbero sempre più importanti e così via.
Nessuno aveva ancora tentato di dimostrare sperimentalmente questo impianto teorico.

## La sfida
Feynman concluse la sua conferenza con la sfida a realizzare un piccolissimo motore e a scrivere l'informazione di una pagina di libro su una superficie su scala lineare 25000 volte più piccola, offrendo un premio di 1000 dollari per ognuna delle due sfide. Incredibilmente, la sfida del motore fu rapidamente vinta, nel novembre 1960, da un meticoloso artigiano, William McLellan, con l'utilizzo di strumenti convenzionali; il motore soddisfaceva le condizioni di scala dimensionale dettate da Feynman nella sua conferenza, ma non rappresentava alcun progresso dal punto di vista scientifico. Nel 1985, Tom Newman, specializzando a Stanford, riuscì a ridurre il primo paragrafo di Racconto di due città (A Tale of Two Cities) di Charles Dickens a 1/25.000 della superficie originale e ottenne il secondo premio di Feynman.
In seguito, Kim Eric Drexler, nel suo libro del 1986 Motori della creazione (Engines of Creation: The Coming Era of Nanotechnology), riprese il concetto di Feynman dei miliardi di minuscole fabbriche e vi aggiunse l'idea che potessero fare molte copie di se stesse sotto il controllo di un computer invece che di un operatore.

## Impatto
Dopo la sua morte, gli studiosi che studiarono lo sviluppo storico delle nanotecnologie, basandosi sui ricordi di molte delle persone attive nel settore emergente negli anni 1980 e 1990, hanno concluso che l'effettivo ruolo di Feynman nel catalizzare la ricerca sulla nanotecnologia è stato limitato.

## Feynman come insegnante
Esiste anche un'altra versione di questa conferenza, con lo stesso nome, che Feynman ha fornito a studenti delle scuole superiori. Una copia è stata consegnata, nel 1960, a un gruppo di cinquanta studenti liceali di fisica della Los Angeles High School. Il discorso è stato ben compreso e molto apprezzato dagli studenti.
Feynman è anche conosciuto per i suoi ottimi discorsi in lezioni di livello divulgativo. Ha sempre chiesto di poter tenere questo tipo di lezioni, seguite anche da studenti universitari e docenti. Il suo stile unico d'insegnamento gli permise di affrontare temi molto complessi e di trasformarli in una serie di conferenze che anche i suoi allievi di fisica, dalle conoscenze rudimentali, potevano apprendere e applicare.